# Jacobsberg
För andra betydelser, se Jakobsberg (olika betydelser).

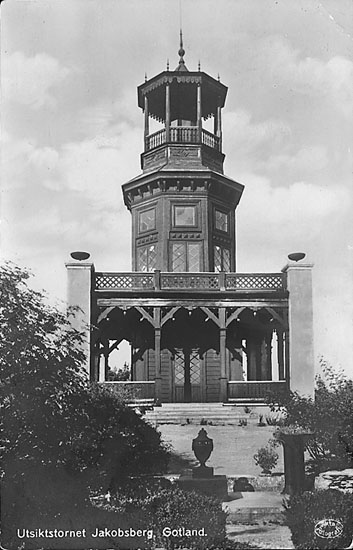
Utkikstornet i Jacobsberg, nedbrunnet 1958.

Jacobsberg är en privat trädgård, gravmonument och före detta utkikstorn i Follingbo socken på Gotland.
Jacobsberg anlades av Jacob Dubbe (1769-1844)  som trädgård till Rosendals gård. Här anlade Dubbe ett utkikstorn och en gravkammare, dit han 1827 lät flytta kropparna av sina tre döttrar, avlidna 1803-11 och först begravna i Visby. Dubbe lät även hugga en skogsgata in mot Visby för att skapa fri sikt ända fram till ringmuren. Över gravkammaren placerades en gravsten från Sankt Hans kyrkoruin för Herman från Kamen, död 1335 och hans hustru Margareta, död 1340. Inne i gravkammaren lät han hänga en barockljuskrona och byggde även in ett medeltida glasfönster från Follingbo kyrka. Gravkammaren invigdes 2 september 1827 av biskop Carl Johan Eberstein. På terrassen söder om tornet förlade han ett kanonbatteri med 15 kanoner. Efter Dubbes död 1844 förföll Jacobsberg och utkikstornet. 1863 rasades en del tornets övre delar ned. År 1862 beslutade arvingarna att parken och tornet skulle restaureras.
Åren 1864-65 beställdes ritningar till byggnaden av byggmästare Erik Johan Åberg och Johan Fredrik Åbom. Byggmästare Johan Pehrsson i Visby uppförde 1865 tornet. Det dröjde dock till 1867 innan byggnaden var helt färdig.
Utkikstornet förstördes 1958 av en brand.
Jacobsberg förekommer i Emilie Flygare-Carléns roman Jungfrutornet under namnet "Elfhagen", lätt omarbetat.

## Bildgalleri

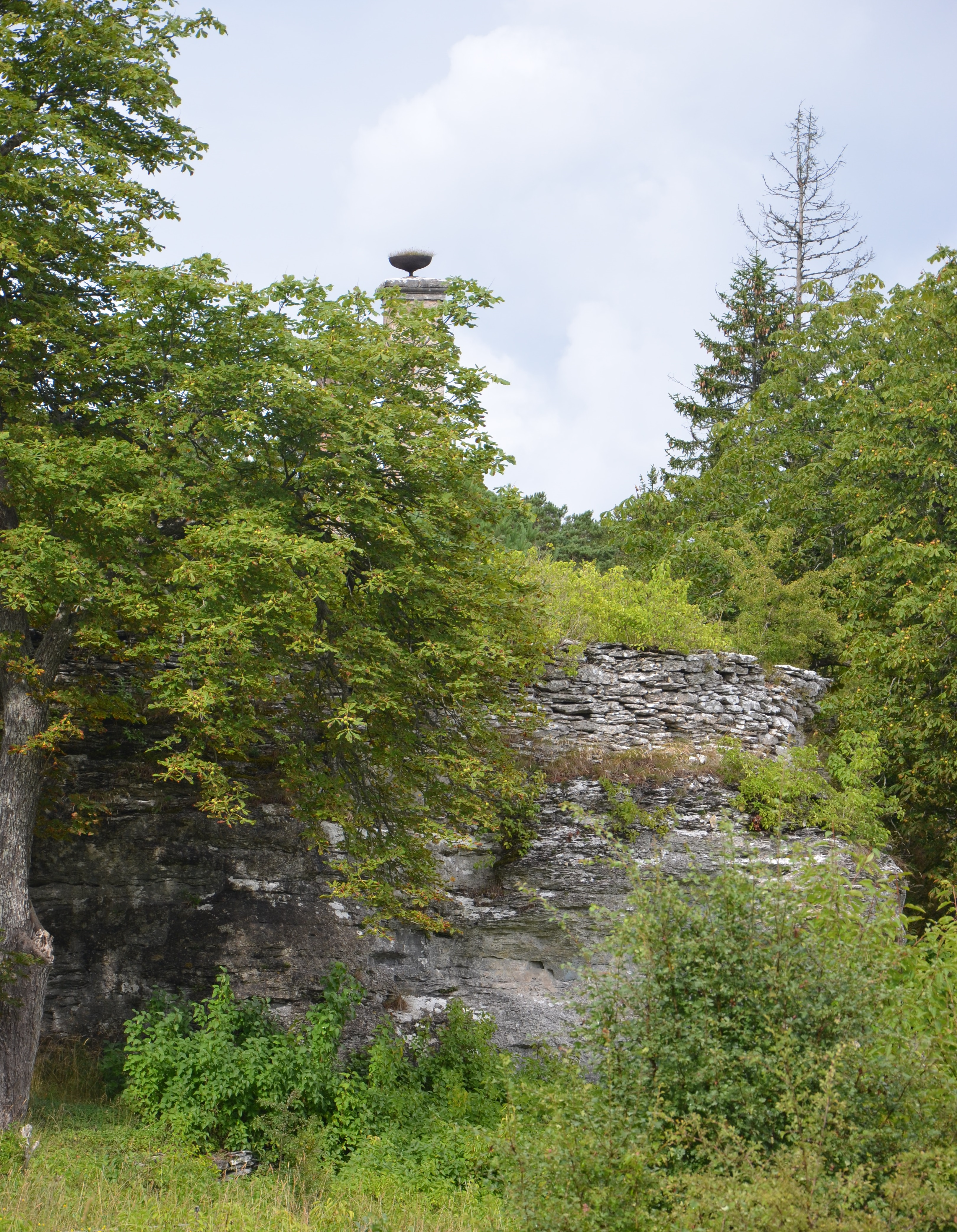
Klinten med gravkammaren
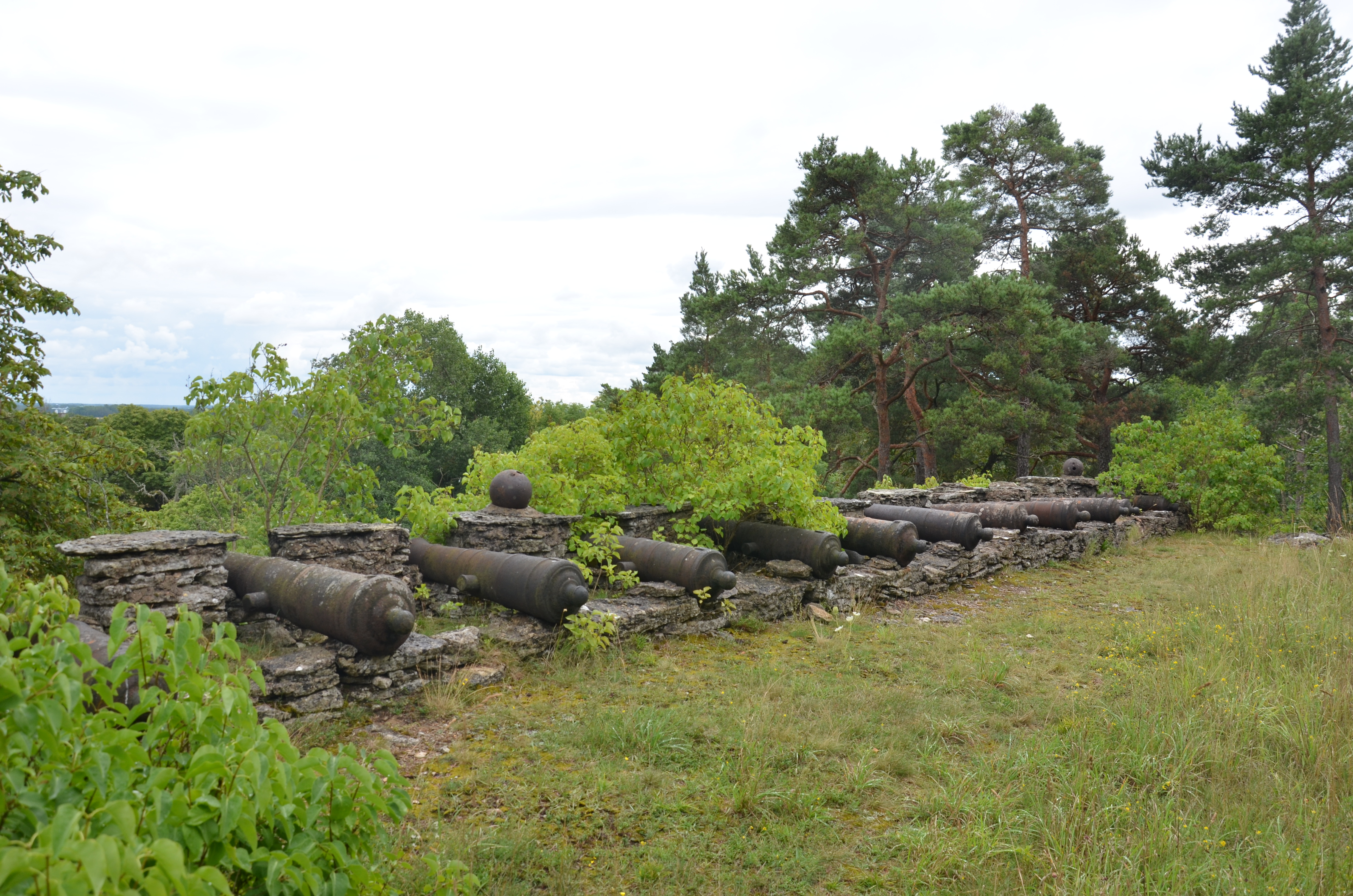
Kanonbatteriet
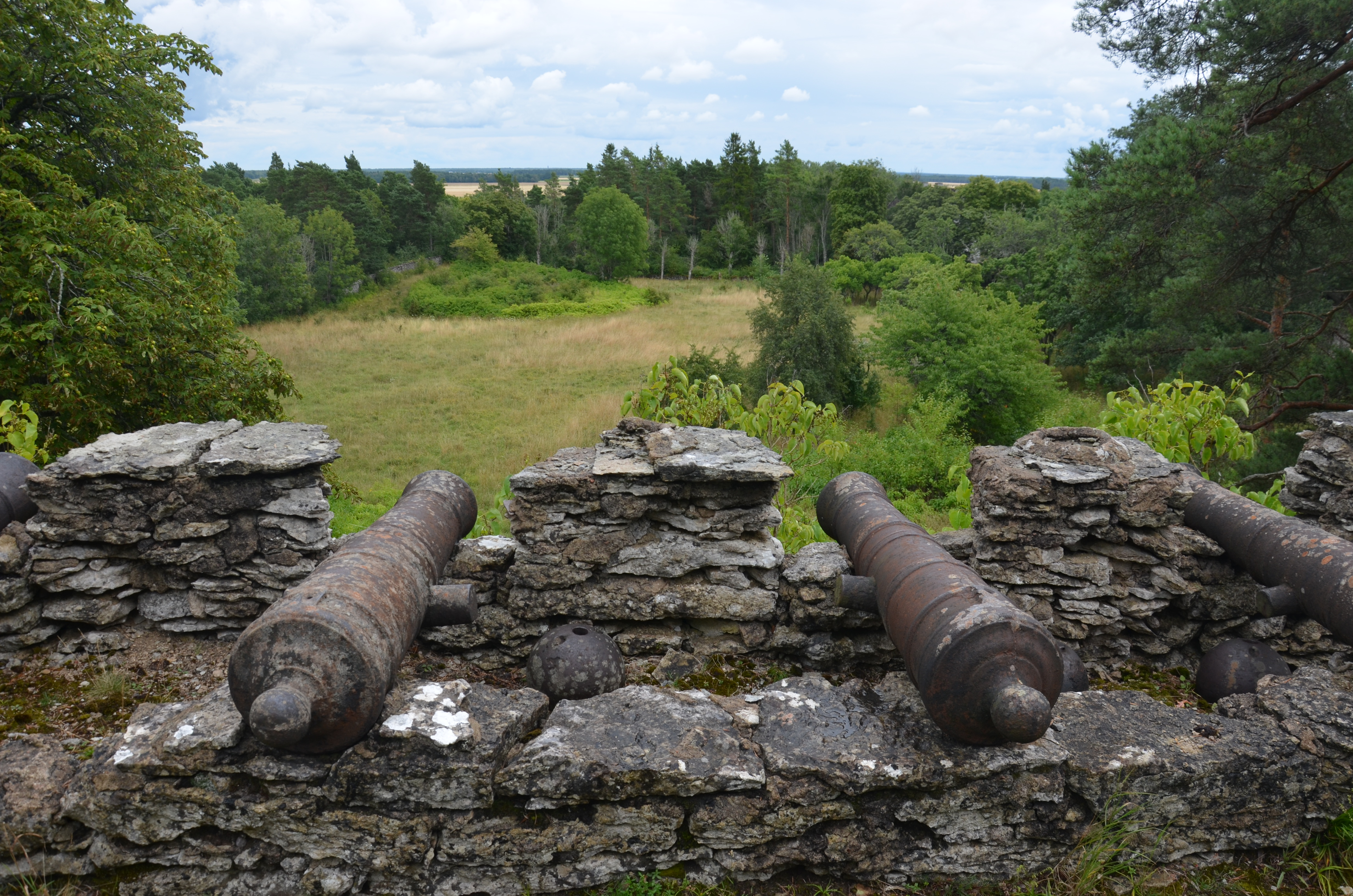
Utsikt österut från kanonbatteriet
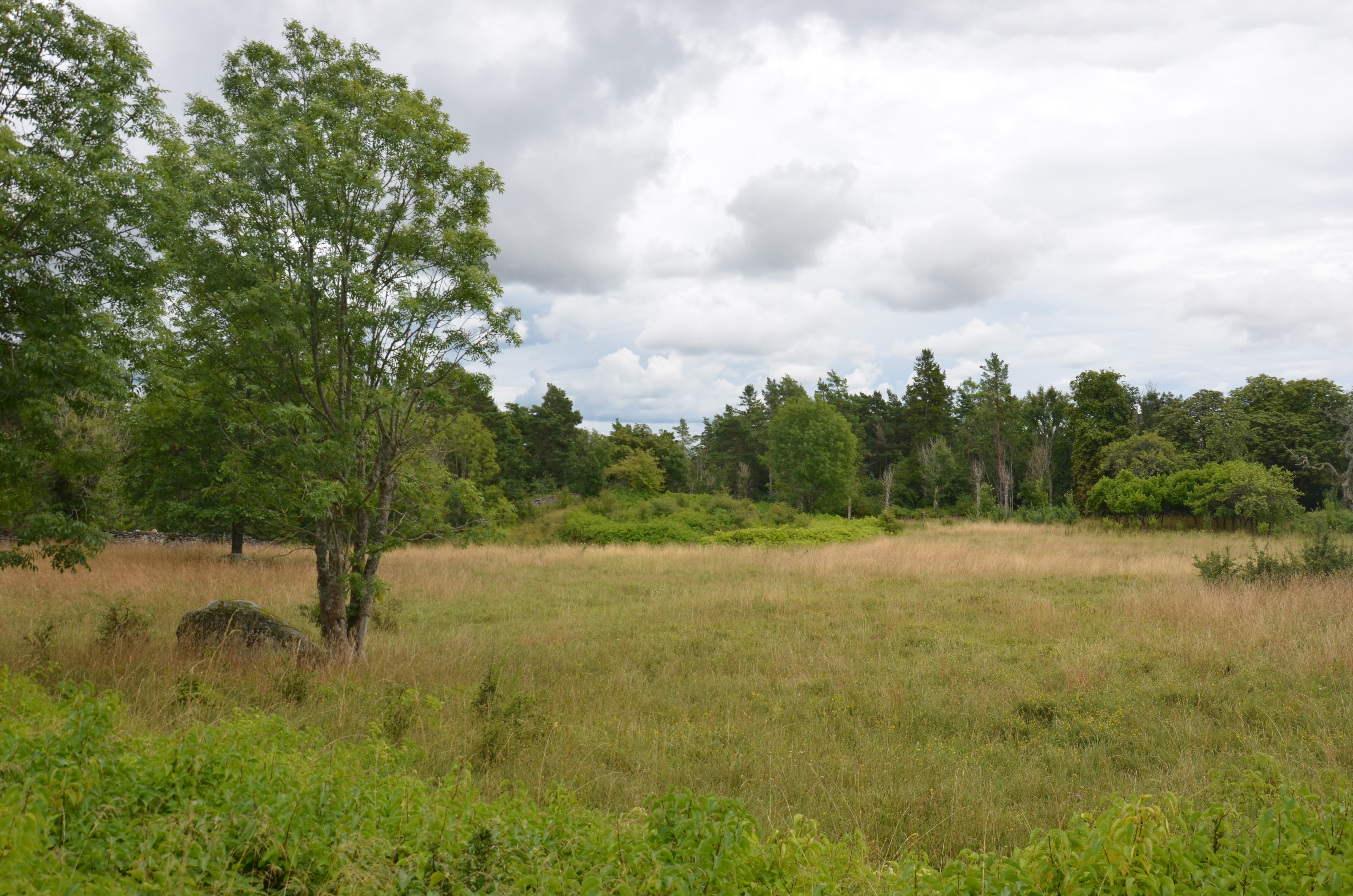
Den tidigare parken
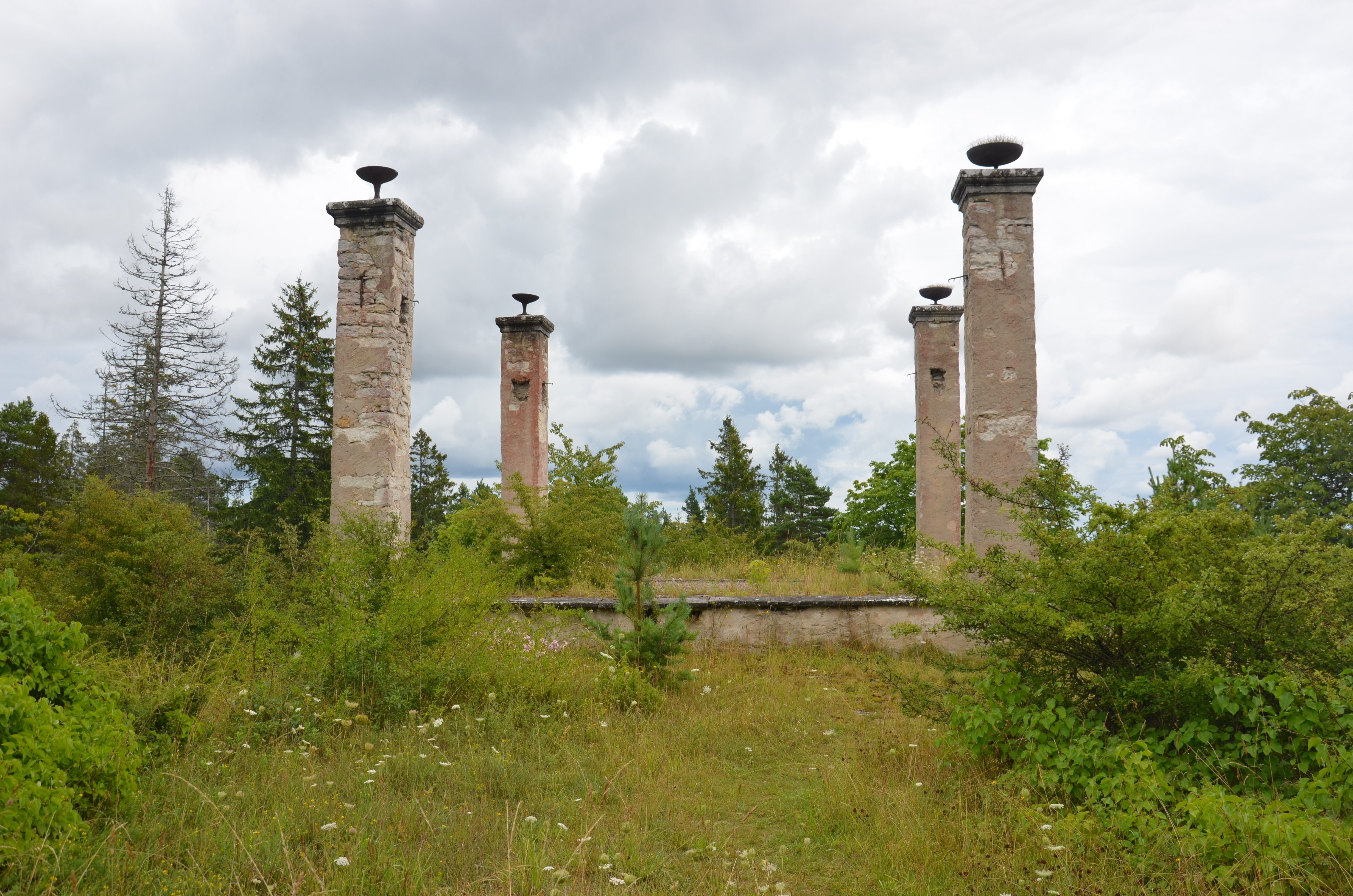
Utsiktsplattformen
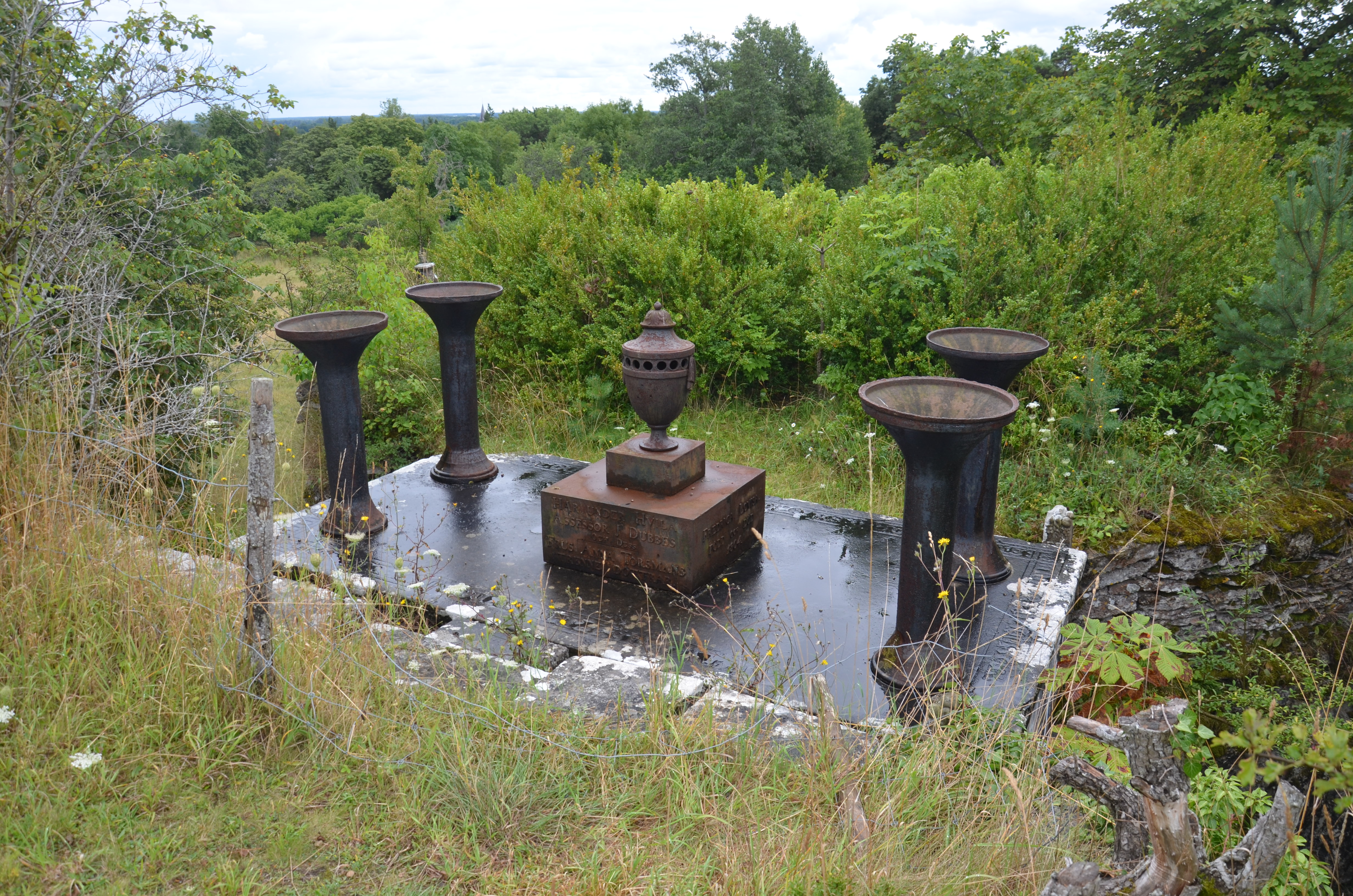
Minnesmärke över Dubbes döttrar
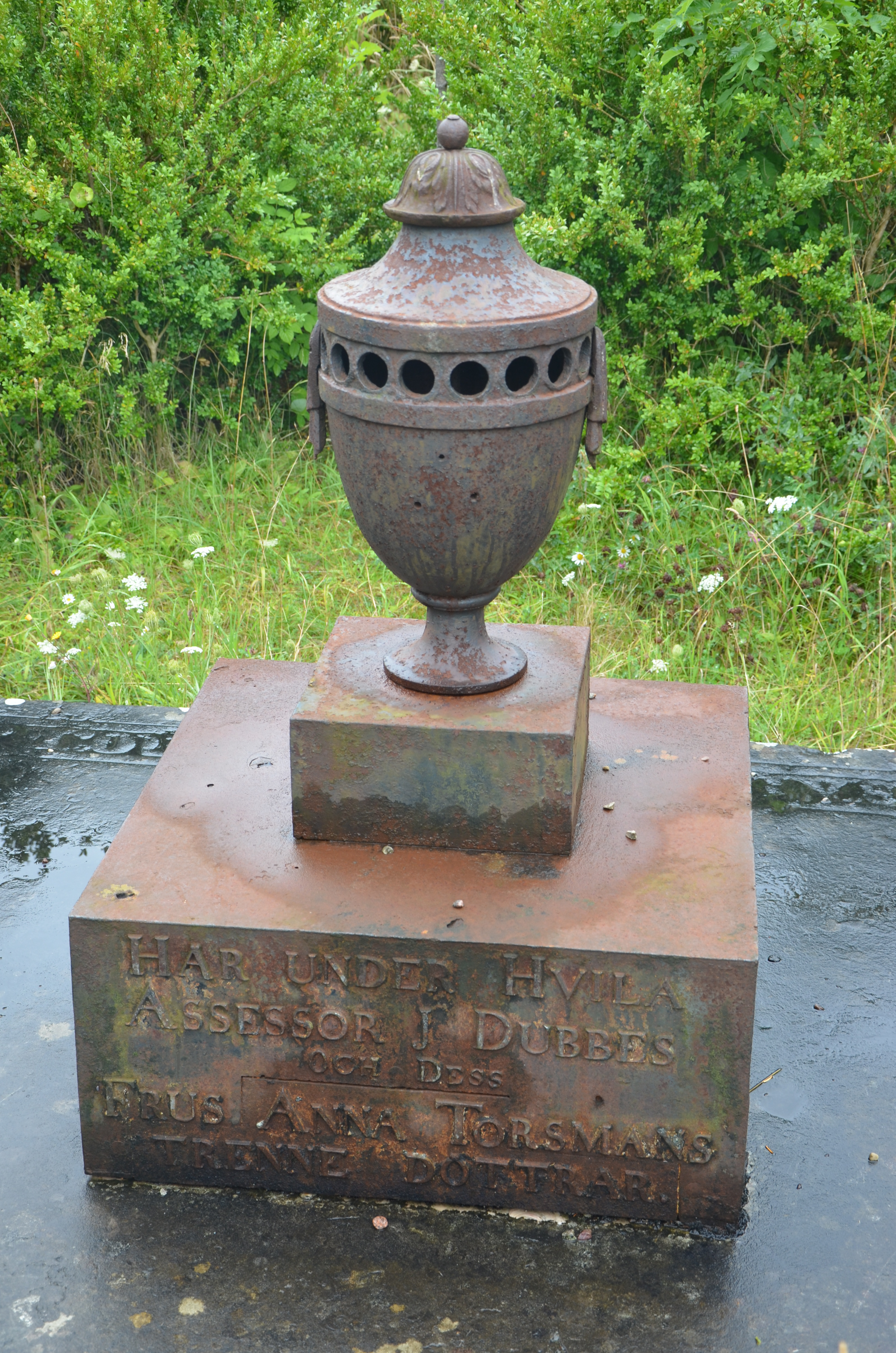
Minnesmärke över Dubbes döttrar
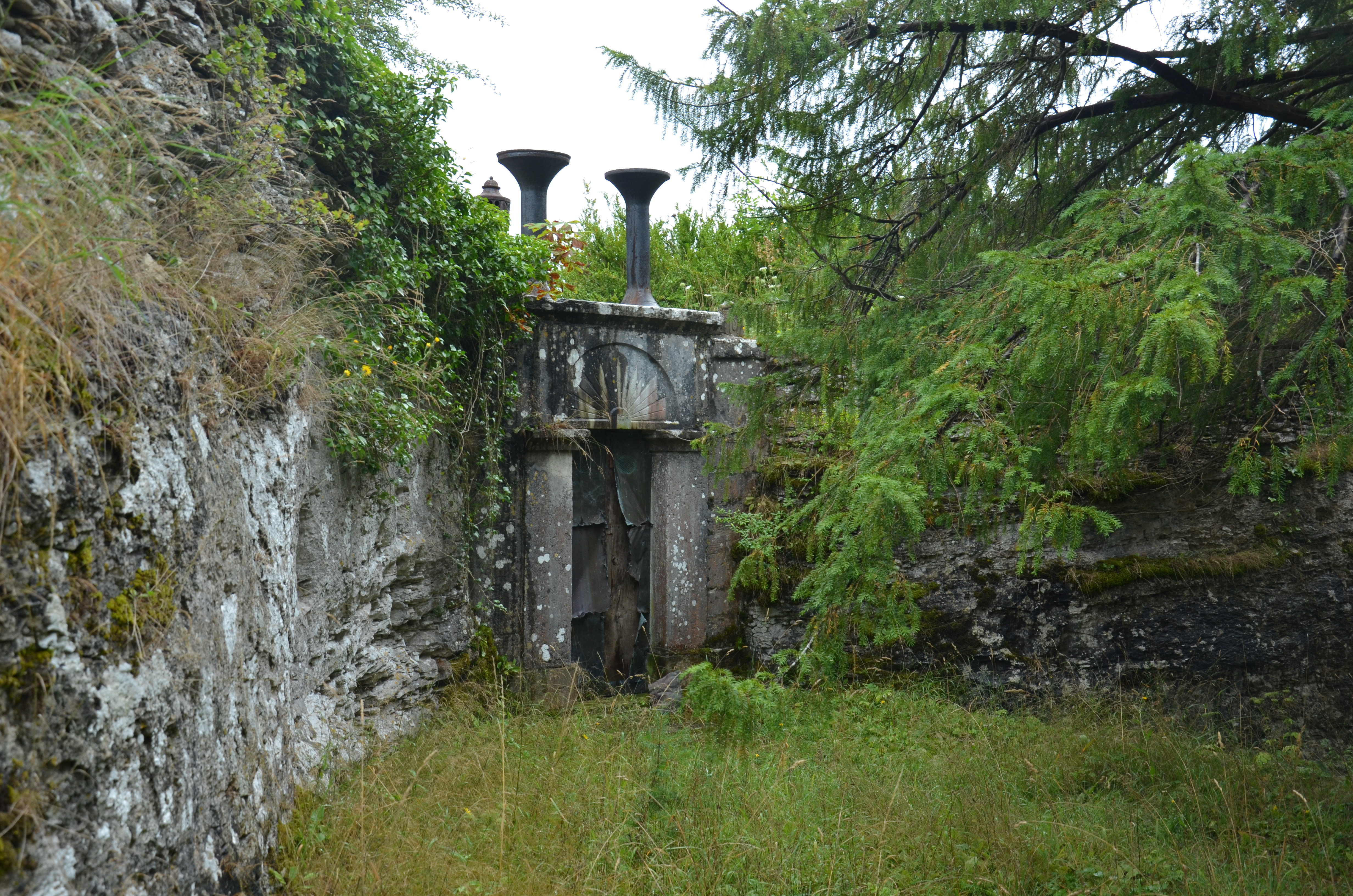
Ingång till gravkammaren
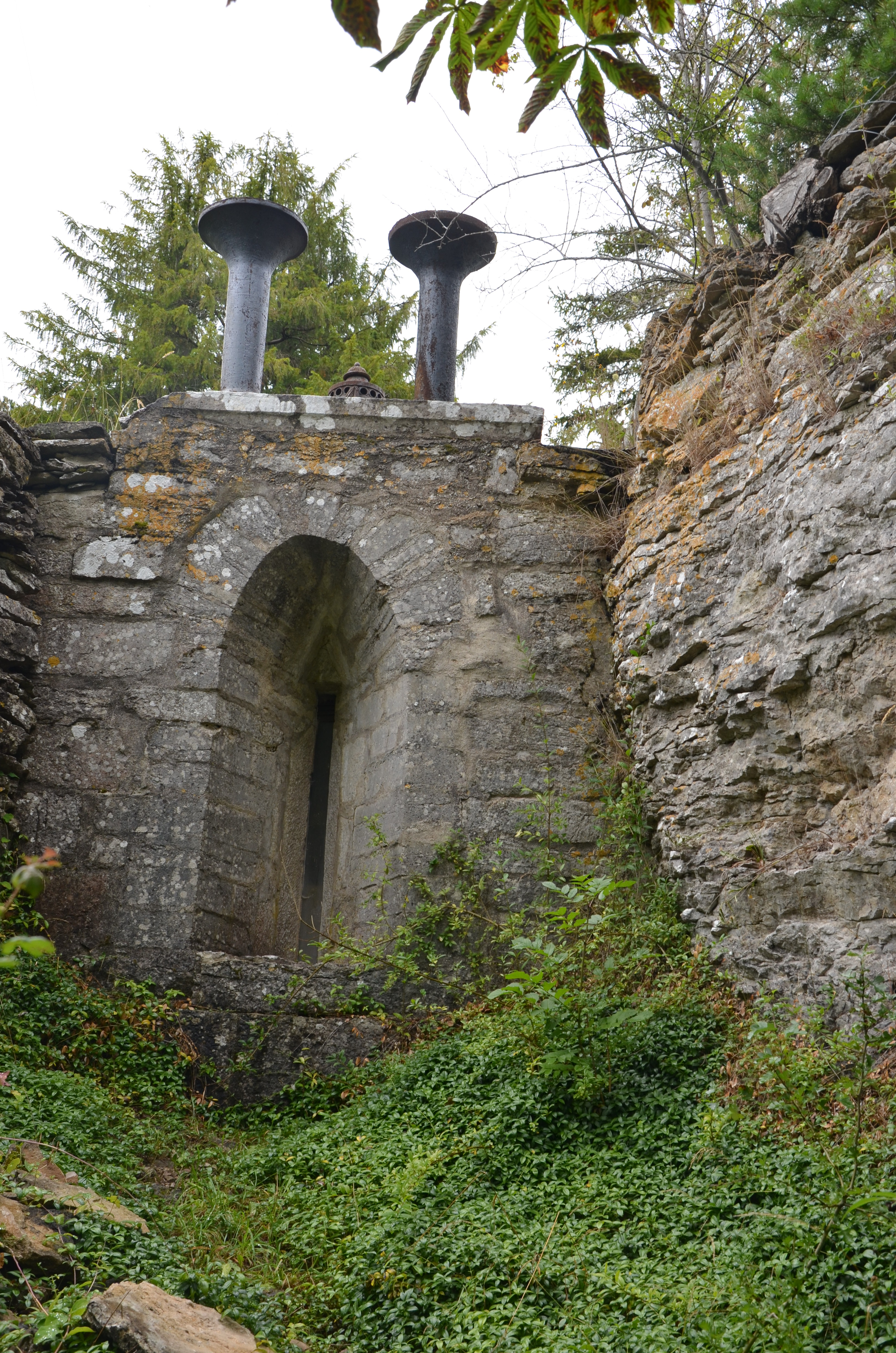
Gravkammarens fönster
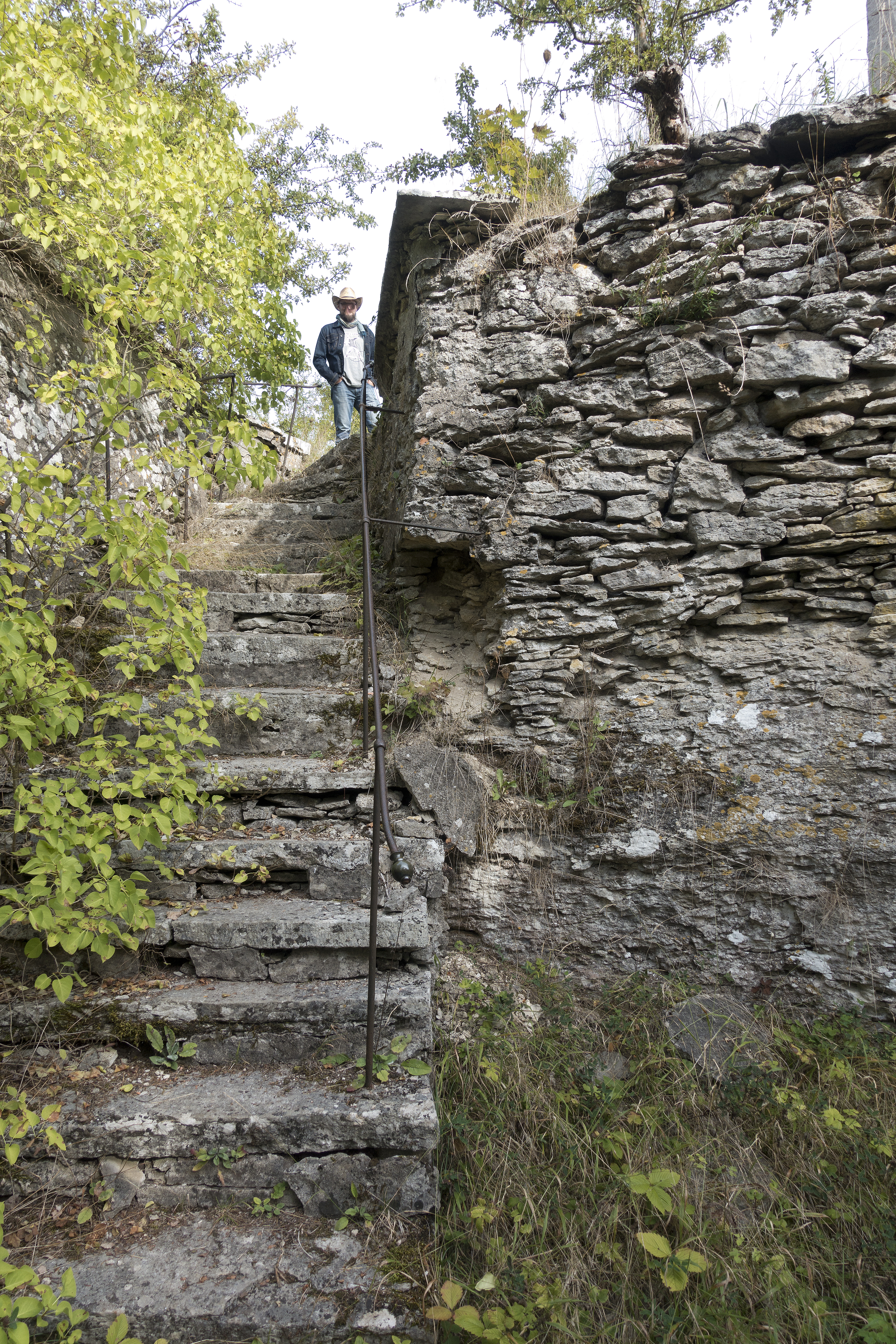
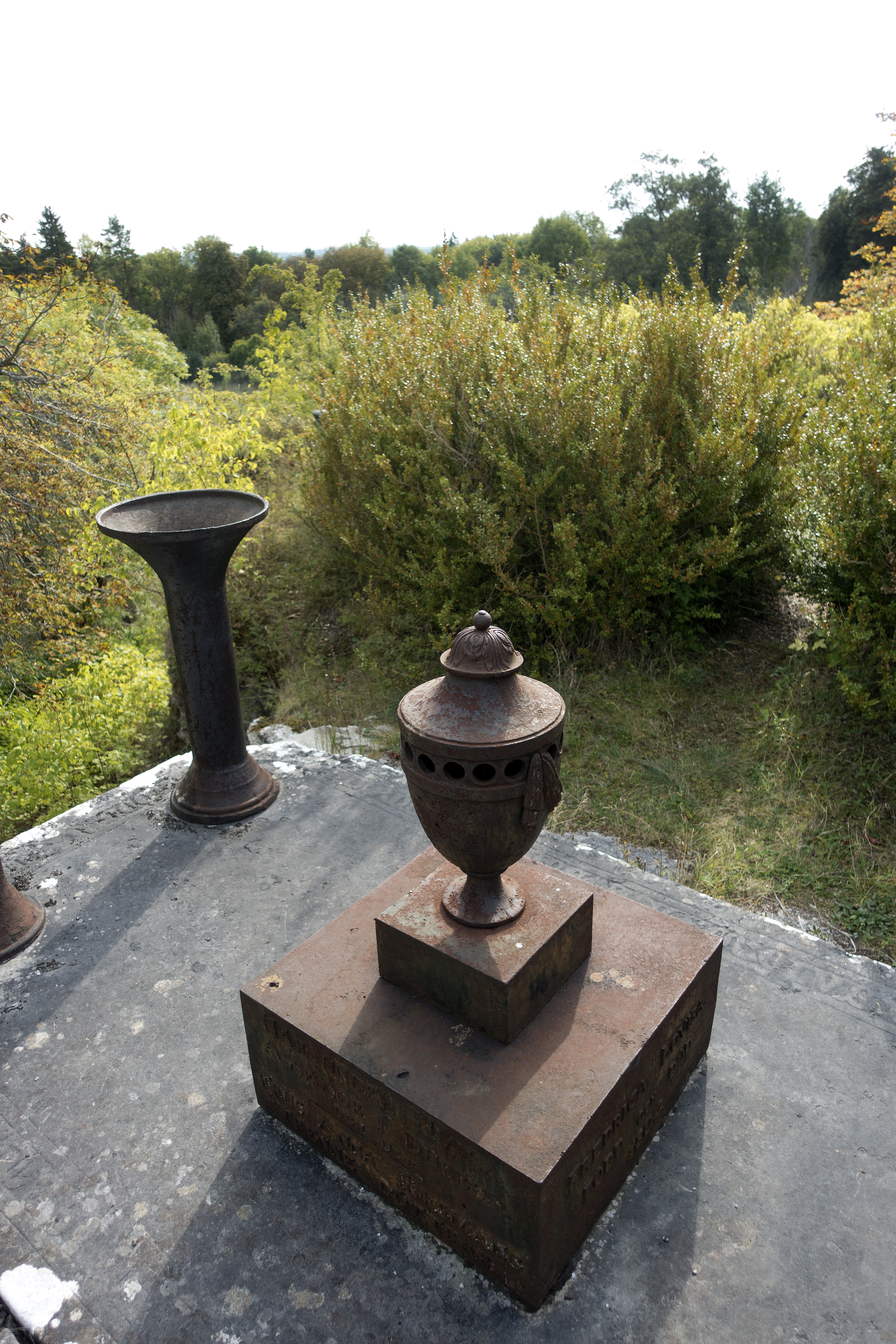
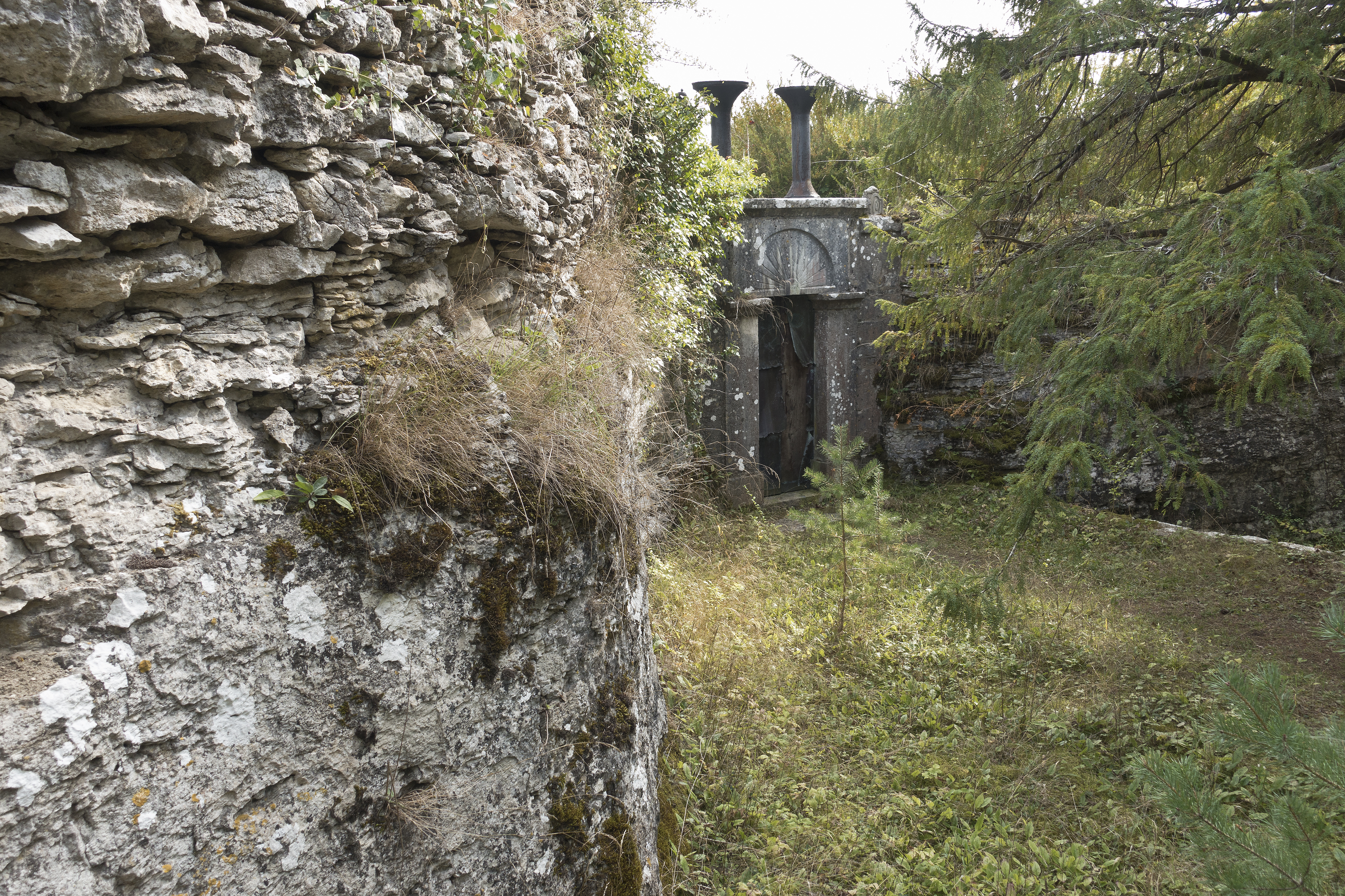
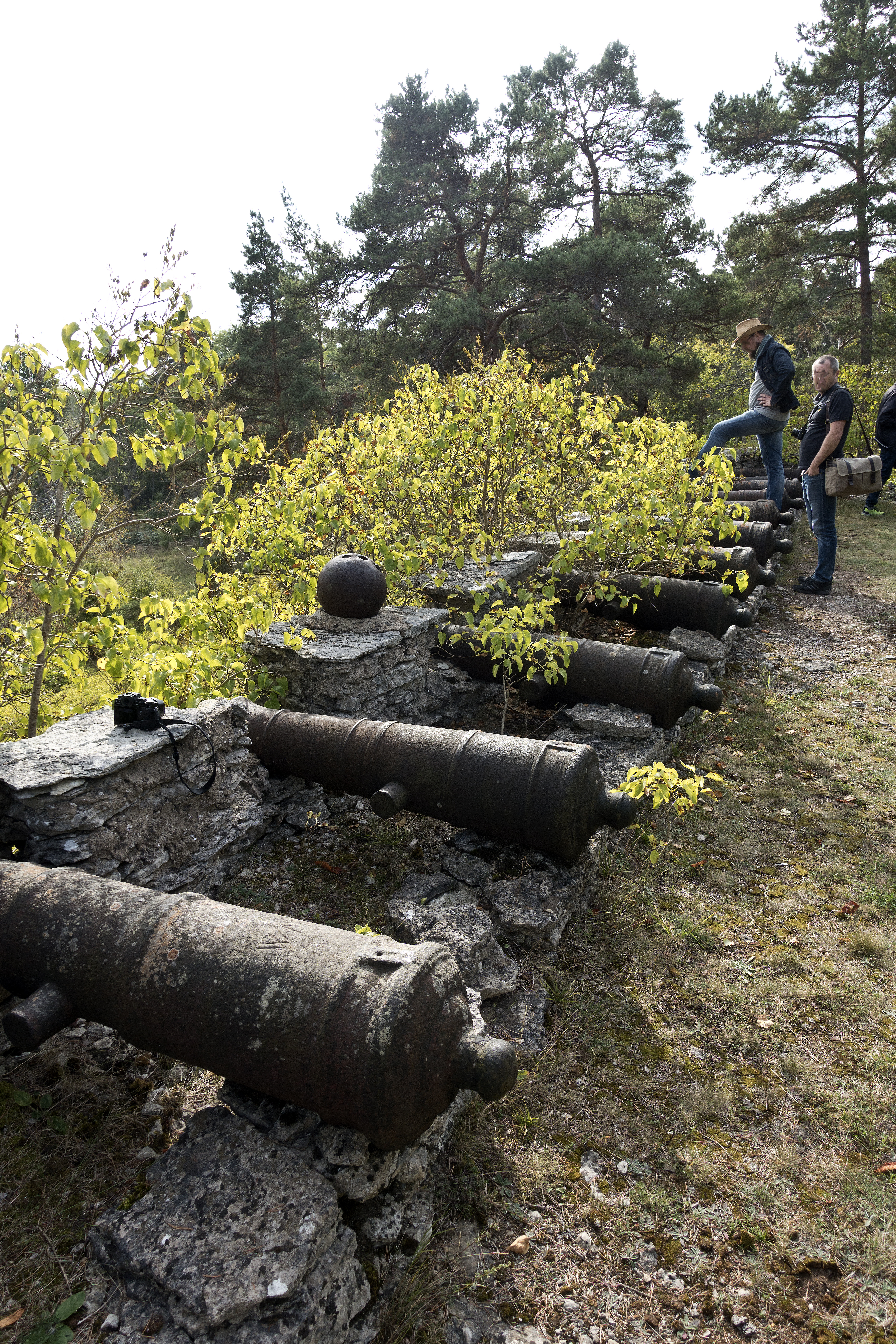
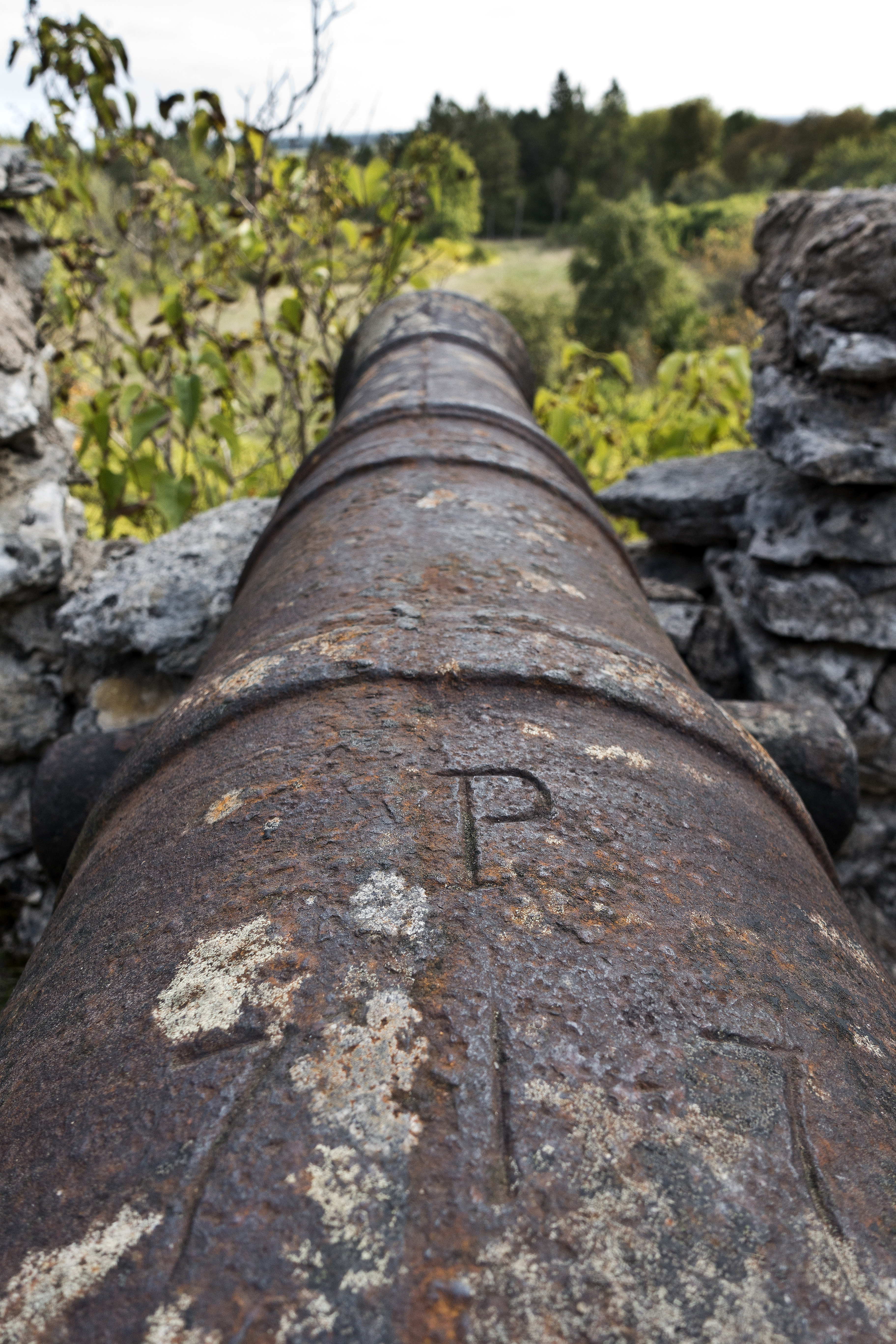
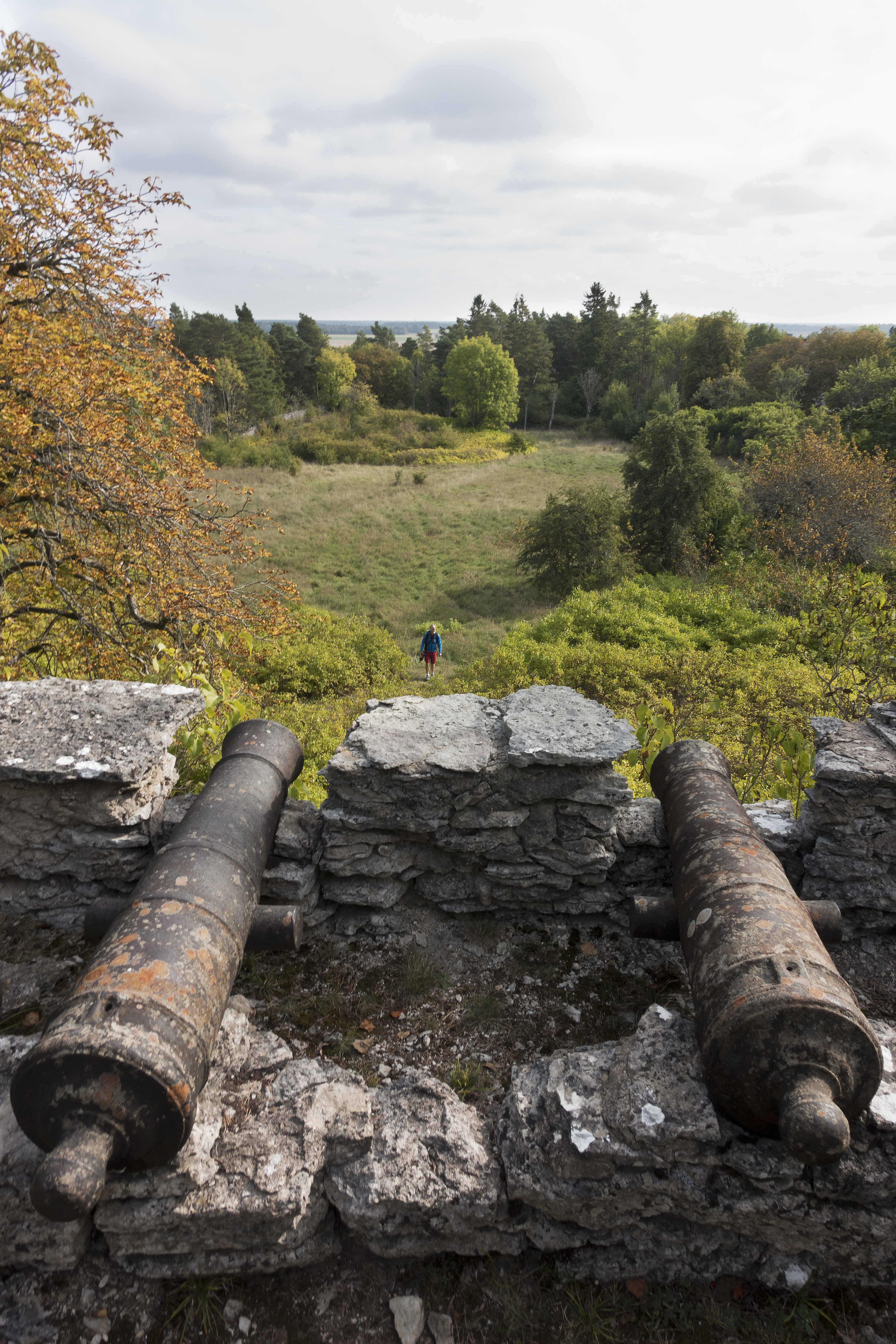